# Kapela Uznesenja Blažene Djevice Marije i ostaci dvorca (Gornji Tkalec)
Kapela Uznesenja Blažene Djevice Marije i ostaci dvorca u Gornjem Tkalcu), rimokatolička građevina u mjestu Gornji Tkalec, u općini Vrbovec, zaštićeno kulturno dobro.

## Opis dobra
Kapela iz sredine 18. stoljeća jedini je sačuvani dio vrlo vrijedne cjeline ranobaroknog dvorca, jednog od najznačajnijih tog tipa u sjevernoj Hrvatskoj. Dvorac izduljenog, pravokutnog tlocrta sagrađen u 17. stoljeću prvotno je bio u posjedu jezuita, a zatim križevačke nadbiskupije. Tipična ranobarokna organizacija prostora sastojala se u nizanju pravokutnih prostorija uz arkadni trijem otvoren prema dvorištu. Dvorac je radi ruševnosti uklonjen 1986. godine izuzev podruma, a sačuvan je ulazni dvorišni portal lučnog otvora. Kapela je jednobrodna građevina pravokutnog tlocrta s ravno zaključenim, u unutrašnjosti zaobljenim svetištem, jednokatnom sakristijom i drvenim zvonikom na glavnom zapadnom pročelju. Svođena je baroknim križnim svodom. Pripada najznačajnijim sakralnim objektima na vrbovečkom području.

## Zaštita
Pod oznakom Z-3163 zavedena je kao nepokretno kulturno dobro - pojedinačno, pravna statusa zaštićena kulturnog dobra, klasificirano kao "sakralna graditeljska baština".